# Åse Kleveland

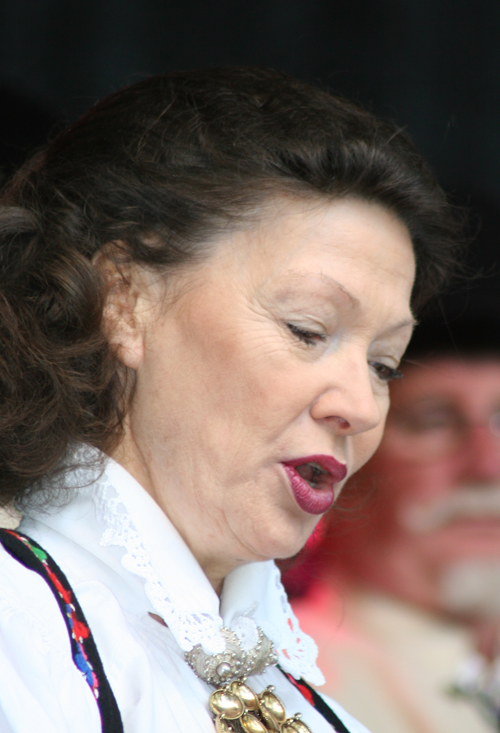
Åse Kleveland am 17. Mai 2007, dem norwegischen Nationalfeiertag

Åse Kleveland (* 18. März 1949 in Stockholm) ist eine schwedisch-norwegische Musikerin und Politikerin. Sie war von 1990 bis 1996 die Kulturministerin ihres Landes.

## Leben
Kleveland zog 1956 von Schweden nach Norwegen. Sie studierte Rechtswissenschaften an der Universität Oslo; ein besonderer Schwerpunkt war das Urheberrecht. 1966 trat sie für Norwegen beim Eurovision Song Contest mit dem Stück Intet er nytt under solen auf und erreichte den 3. Platz. In den 1980ern war Kleveland Präsidentin der Vereinigung der norwegischen Künstler und Musiker. 1986 moderierte sie in Bergen den ersten Eurovision Song Contest auf norwegischem Boden, nachdem im Vorjahr das Duo Bobbysocks den Wettbewerb gewonnen hatte. Von 1986 bis 1990 leitete sie einen Rat für Gleichberechtigung der Norwegischen Regierung. Von 1990 bis 1996 war Kleveland Kulturministerin für die Arbeiderpartiet unter Gro Harlem Brundtland, bis 1991 war sie dabei Kultur- und Kirchenministerin. In dieser Funktion übernahm sie die politische Leitung der 17. Olympischen Winterspiele in Lillehammer.
Sie war von 2000 bis 2006 auch Präsidentin des Schwedischen Filminstituts. Im Juni 2007 wurde sie Vorsitzende des Human-Etisk Forbund, einer säkular-humanistischen norwegischen Organisation.
2010 wurde bei ihr Brustkrebs diagnostiziert, der erfolgreich behandelt werden konnte.
Nachdem sie ihre musikalische Karriere zugunsten ihrer politischen aufgegeben hatte, erschien erst 2015 wieder eine neue Single von Kleveland: Hvor skal vi dra?. 2017 folgte die Single Fritt liv mit den Raga Rockers.
Kleveland ist mit dem Filmregisseur Oddvar Bull Tuhus verheiratet.

## Diskografie
| Jahr | Titel                  | Höchstplatzierung, Gesamtwochen, AuszeichnungChartsChartplatzierungen (Jahr, Titel, Platzierungen, Wochen, Auszeichnungen, Anmerkungen) | Anmerkungen                                                |
| Jahr | Titel                  | NO | Anmerkungen                                                |
| ---- | ---------------------- | --- | ---------------------------------------------------------- |
| 1967 | Hammond Cocktail nr. 1 | NO18 (1 Wo.)NO | mit Will Horwell                                           |
| 1978 | Ballade                | NO5 (16 Wo.)NO | mit Lars Klevstrand, Birgitte Grimstad & Lillebjørn Nilsen |
| 2020 | På frihjul             | NO22 (1 Wo.)NO | mit The Salmon Smokers                                     |

Weitere Alben
- 1965: Åse (Polydor)
- 1966: Åse Kleveland 2 (Polydor)
- 1973: Vær velkommen (EMI)
- 1976: Midt på natta (Philips)